# کتابچه مصور (فیلم)
کتابچه مصور (انگلیسی: Scrapbook) یک فیلم ترسناک آمریکایی با مضمون تجاوز و انتقام است که در سال ۲۰۰۰ منتشر شد.